# ザ・クイズショウ
『ザ・クイズショウ』（THE QUIZ SHOW）は、日本テレビ系列で放送されたテレビドラマ。および、劇中に登場する架空のクイズ番組の名称。
同名のタイトルを持つテレビドラマは、出演キャストが異なる2作品が存在するが、本項では、深夜枠で放送されたものを「第1シーズン」、ゴールデン枠で放送されたものを「第2シーズン」として記す。

## 概要
架空のテレビ番組『ザ・クイズショウ』に現れるゲストの隠された罪や本性を暴いて、毎週核心に迫りながらもゲストの闇を吊し上げていくさまを描くサイコサスペンスドラマ。
基本的には一話（場合によっては二話）完結形式であり、その下敷きのストーリーとしてMCとプロデューサー（またはディレクター）の関係や秘密、番組スタッフらの動向がある。冒頭は『ザ・クイズショウ』のゲストが招待される場面から始まり、その後は劇中の番組とほぼ同じ時間の流れで進行する。演出として、クイズ番組として実際に放送されているかのような映像（文字スーパーなど）と、スタッフらのシーンが交互に切り替わる。

## クイズ番組としての『ザ・クイズショウ』
何らかの「叶えたい夢」を持った者が、テレビ局「銀河テレビ」の案内人からの招待状によって、テレビ番組「ザ・クイズショウ」に解答者として招待される。クイズは全部で7問あり、全て正解すれば賞金1000万円を獲得、さらに「ドリームチャンス」（後述）への挑戦権を得る。
問題は原則4択問題（例外あり）であり、MCとゲストとの一対一の方式であること、ヒントを得る手段が存在すること、賞金が1000万円であることなど、クイズ$ミリオネア（フー・ウォンツ・トゥ・ビー・ア・ミリオネア）をモチーフとしている。
出題される問題は最初こそ簡単なものであるが、難易度が高くなるに従い、解答者本人の触れられたくない闇の部分についての問題となってくる。当然難易度が高いほど、核心に迫る問題となる。MCは解答者の「全て」を知っており、クイズの途中に解答者に対して皮肉めいた言動や行動をとる。そのため、後半からはMCと解答者の心理戦の様相を呈してくる。
なお、ノベライズ版にて、本来はクイズ番組にドキュメンタリー番組を複合させたような番組であり、クイズを通じて解答者の持つ人間ドラマを炙り出していくことがメインテーマであることと、予選大会などは行わず、絵的に映えそうな夢を持った招待選手のみが参加するという設定が語られている。
第2シーズンは、元々はスタジオで収録した物を放送する方式だったが、第1話から毎回の放送が生放送になったという設定。また、MCやスタジオ内のスタッフの服装や開始時のダンスショーなど、全体的に見た目が華やかになっている。
MCは共に「その答えはあなたが一番よく知っている!」を決め台詞としており、この決め台詞は第2シーズンのキャッチコピーにも使用された。

### 賞金
クイズに正解することで、獲得出来る賞金は以下の通り。
1. ¥100,000
2. ¥500,000
3. ¥1,000,000
4. ¥2,000,000
5. ¥4,000,000
6. ¥8,000,000
7. ¥10,000,000

#### ドリームチャンス
7問のクイズすべてに正解した者が賞金1000万円を賭けることで挑戦権を得る最後のクイズ。挑戦するかしないかは解答者の自由。この問題をクリアすれば、その名のとおり自分の夢を銀河テレビが実現させてくれる。ただし、失敗すればこれまで獲得した賞金はゼロとなる。番組の出せる限度額は第1シーズンでは2000万円、第2シーズンでは1億円。

### OUGI（奥義）
途中、分かりづらい問題があれば解答者は「OUGI（奥義）」という手段を使用することができる。第1シーズンでは『クイズ$ミリオネア』のライフラインと同じで使用できるのは1回だが、第2シーズンでは、各問題につき1回に変更された。どの奥義を使用できるかはルーレットで解答者が止めること（第1シーズンはストップコール、第2シーズンはストップボタン）により決定される。第2シーズンでは、ルーレットの停止位置をディレクターが都合よく操作できるという描写がある。
奥義は「召喚」、「以心伝心」、「導きの手」の3種類がある。
召喚
その問題に関連する「召喚ゲスト」がスタジオに現れ、解答者にヒントを与える。
以心伝心
第1シーズンではその問題に関連する人物に解答者が電話で答えを聞くことができる。『クイズ$ミリオネア』の「テレフォン」に類似。
第2シーズンでは関係者と中継が繋がる。
導きの手
その問題の答えを観客に投票してもらい、投票結果を見ることができる。『クイズ$ミリオネア』の「オーディエンス」と同じ。第2シーズン第3話で初めて使用。

## 第1シーズン
日本テレビでは2008年（平成20年）7月6日から9月28日まで毎週日曜日0:55 - 1:25（土曜日深夜）に、サタデーTVラボ枠で放送された。2009年現在の「ザ・クイズショウ」公式ホームページでは『2008 ORIGIN』として紹介されている。
地上波デジタル放送ではハイビジョン制作。地上波アナログ放送では4:3のサイドカット方式での放送。番組のホームページでの動画配信では4:3のレターボックスでの配信となっており、全編が配信されていたが、配信は2008年10月31日をもって終了している。
2008年10月22日にバップから「ザ・クイズショウ DVD-BOX」（VPBX-13937）が発売された。

### 登場人物

#### レギュラー
田崎徹
演 - 片桐仁
番組を盛り上げる司会者。神経を逆撫でする言動でゲストを翻弄する。その正体はプロデューサーの山之辺と案内人を除いては、番組スタッフでさえ誰も知らないが、毎回番組に登場するゲスト解答者とは何らかのつながりがある。普段は白い壁に囲まれた謎の施設に幽閉されている。
山之辺健吾
演 - 戸次重幸（Episode4の脚本も担当）
田崎を「ザ・クイズショウ」の司会に抜擢した番組プロデューサー。田崎を抜擢した理由については真意を明かしていない。ある目的を持って、この番組を立ち上げた。田崎の失った過去に深く関わる人物である。
銀河テレビの案内人
演 - 中村靖日
ゲスト解答者に招待状を差し出す役割の銀河テレビの案内人。さらにゲストの人選や身辺調査についても行っているため、彼もまた数少ない田崎の正体を知っている人物の一人。上下のスーツを着用してはいるが、ズボンの丈が極端に短い（真中昇に招待状を渡した際に、彼からも指摘されている）。山之辺が個人的に雇っているらしく、彼以外のスタッフはその素性を一切知らない。その正体については、田崎と山之辺の因縁、さらにはザ・クイズショウそのものにとっても重要な役割を果たしている。
美雪
演 - 霧島れいか
田崎の恋人。2年前に手首から血を流して死亡していた。彼女の死の真相が、このドラマにおける重要な柱となっている。
松坂
演 - 津村知与支
番組ディレクター。「佐伯」というADを度々怒鳴っている。毎回奇妙なTシャツを着ている。

#### 解答者
村瀬龍一郎
演 - 山本耕史（Episode1〈第1話〉）
過去に1曲だけ「素晴しき世界」というミリオンヒットを飛ばしたものの、その後はヒット曲を出せず、さらには大麻取締違反で逮捕され、芸能界から追放されたミュージシャン。現在は自堕落な生活を送り、借金取りにも追われる毎日。借金取りから逃げる途中に銀河テレビの案内人から「ザ・クイズショウ」の招待状を受け取る。ドリームチャンスで叶えてほしい自分の夢はアルバムの制作と銀河テレビをあげての自分自身のプロモーション。最初は順調にクイズに答えていくが、途中から今は亡き自分のかつてのマネージャーに関する問題となっていく。
5話で、逮捕されたと新聞記事で報道された。
新田瞳
演 - 高橋真唯（Episode2〈第2話〉）
女流漫画家のアシスタントから独立したものの、お世辞にも絵が上手とは言えない漫画家の卵。製作している漫画のタイトルは「ラブ・スクランブルエッグ」。なかなかデビュー出来ず、漫画家の夢もあきらめかけていたため、ドリームチャンスで叶えてほしい夢はクイズに挑戦する前は世界中のおいしい料理を食べつくすことであった。過食の傾向があり、スタジオでもチョコレート菓子を食べていた。精神的に不安定になると物を食べて気持ちを落ち着かせ、それができない時は自分の爪を噛む。漫画家志望と言うこともあって、前半はマンガに関する問題が中心であったため、難なく答えていくが、途中から自分のかつての恋人に関する問題となっていく。
7話で、コンビニで真中昇が立ち読みしていた雑誌に、新田瞳自身の描いた漫画が記載されていた。タイトルは「がんばれ！田崎くん」
スマイリー北島
演 - 佐藤二朗（Episode3〈第3-4話〉）
火星のパワーを利用するという「火星占星術」で一躍時の人となり、本もベストセラー、テレビでも引っ張りだこになった占星術師。「火星占星術の素晴らしさをもっと多くの人に知ってもらいたい」という名目で、ザ・クイズショウに挑戦する。番組の冒頭では火星のパワーでクイズの問題は予め全て見えていると豪語する。その自信の通り、3問目までは難なく正解し、それらに関する豆知識まで披露するほどの余裕を見せるが、予定していた4問目を田崎が急遽変更したことから、急展開となる。
9話で、書類送検されたとテレビで報道された。
内田清美
演 - 佐藤江梨子（整形前：伊藤麻実子）（Episode4〈第5-6話〉）
25歳にして銀座ナンバーワンと言われるまでになった高級クラブ『ゴールドリップ』のホステス。田崎とはアルバイト時代から知っていた。ドリームチャンスで叶えてほしい夢はその方が盛り上がるから、という理由で「獲得賞金を倍の2000万にすること」。前半の美容を中心とした問題までは、難なく解答していき、田崎に対しても高飛車な態度を取っていた。ところが4問目の経済に関する問題が出題されると、名門大学である『フリス女子学院』の経済学部卒業の経歴でありながら答えに行き詰まり、過去が明らかになっていく。
真中昇
演 - 岡田義徳（Episode5〈第7-8話〉）
高校を卒業してから一度も就職もアルバイトもしたことのない、いわゆるニート。30歳。父は貿易関係の会社を経営していたが、現在は夫妻でフランスに移り住み、家は次男（昇の弟のタダオ）夫婦に譲っている。その弟からは早く就職先を見つけて、家を出るように迫られているが、本人には家を出る気も就職する気も全くない。番組内で弟が会社を継いだ真意が明らかになっていく。
牧村涼子
演 - 堀内敬子（Episode6〈第9-10話〉）
銀河テレビ社長・牧村の娘。自身も情報バラエティー部に勤務していたが、2年前に銀河テレビを退職し、現在無職。さらには郊外の安アパートで暮らしており、酒びたりの毎日。父親とも連絡を取っていない。かつては『ゆりかごから墓場まで』という番組のアシスタントプロデューサーだった。案内人からザ・クイズショウに招待された際、初めは断ろうとしたが、案内人からプロデューサー山之辺の伝言を聞いて、参加を決意する。番組内で涼子の過去が晒されていく。
田崎徹
演 - 片桐仁（Episode7・前編〈第11話〉）
銀河テレビの開局記念によるザ・クイズショウの生放送特番の前哨戦。田崎が普段通りゲストを紹介すると、そこに山之辺が現れる。山之辺は今日の放送は特別に自分がMCを務め、解答者は田崎であると発表し、さらに特別ルールとして今回出題される問題はドリームチャンスただ1問であると告げる。その一問で、田崎の過去の過ちと番組の真意が明らかになっていく。
山之辺健吾
演 - 戸次重幸（Episode7・後編〈最終話〉）
銀河テレビの開局記念によるザ・クイズショウの生放送特番。特番で懺悔しろと詰め寄るプロデューサーの山之辺に対し、田崎はゲスト解答者として山之辺を指名。次は自分が山之辺の無くした記憶を取り戻させると宣言する。
実はザ・クイズショウを企画した理由は村瀬龍一郎、新田瞳、スマイリー北島、内田清美、真中昇の5人に復讐するため。両親を亡くして以来、山之辺の誕生日は美雪と過ごしており、毎年それを楽しみにしていた。しかし、二年前の自分の誕生日に美雪と田崎はデートし、上記5人は10分以上美雪と接触しており、その事にたいして、「美雪と過ごすはずだった大切な時間を奪った」と感じ、5人に復讐をするために銀河テレビの案内人に彼らを捜索させ番組に呼んだ。

#### 他ゲスト
葛城誠
演 - 小椋毅（第1話）
村瀬龍一郎の元マネージャー。2年前に変死。「焼いたら喰える」と書かれたＴシャツを着ていた。
葛城麗子
演 - 内田慈（第1話）
元マネージャー葛城誠の妻。5話ではその後、村瀬と彼女がどうなったのかが新聞に記載されていた。
前園遥
演 - 阿南敦子（第2話）
新田瞳がアシスタントをしていた女流漫画家。召喚ゲストとして登場した。
マネージャー
演 - 安田ユーシ（第3-4話）
スマイリー北島のマネージャー。
ゴー☆ジャス
演 - 本人（第3話）
スマイリー北島に「改名しないと災いが来る」と言われた。
柳家四郎
演 - ムロツヨシ（第4話）
スマイリー北島が師匠としていた柳家源五郎の息子。
プロデューサー
演 - 犬飼若博（第4話）
スマイリー北島が柳家源五郎の弟子として、テレビ番組に出演するきっかけを作ったプロデューサー。
内田菊子
演 - 大島蓉子（第5-6話）
清美の母。召喚ゲストとして登場し、清美が正解した後は客席に移った。終盤で親不孝をしてしまったことを悔やむ清美に「姿が変わってもオラ達の娘だってことは変わんねぇべ」と励ました。
内田紀夫
演 - 渡辺哲（第5-6話）
清美の父。幼少時の清美をいじめていた男の子達を怒鳴って追い払っていた。
真中タダオ
演 - 宮野真守（第7-8話）
昇の弟で、貿易会社の次期社長。第7問目で召喚ゲストとしてスタジオに現れ、昇に問題の答えを教えるとともに、父親の思いと、自分が今どんな問題を抱えているかを伝え、「頭を下げてまで会社を継がせた父親と不貞腐れて部屋から出てこない昇の間にいる俺の気持ちを考えたことあるのか」と自分の心情を吐露する。
牧村幸三
演 - 山田明郷（第9話）
銀河テレビ社長。涼子の父。
後に山之辺・田崎の一連の事件を受けて更迭された（第2シーズンの9話で判明）。

### その他
田崎を除くゲスト達には、それぞれキリスト教の七つの大罪が当てはめられている（詳細はDVDに収録のメイキングで解説されている）。
- Episode 1 傲慢 - 村瀬龍一郎
- Episode 2 暴食 - 新田瞳
- Episode 3 強欲 - スマイリー北島
- Episode 4 色欲 - 内田清美
- Episode 5 怠惰 - 真中昇
- Episode 6 憤怒 - 牧村涼子
- Episode 7 嫉妬 - 山之辺健吾

### スタッフ
- 企画・原案：森谷雄（アットムービー）
- 音楽：NARASAKI
- 監督：及川拓郎（Episode1、2、4-7）、高橋秀明（Episode3）
- 脚本：及川拓郎（Episode1-3、6、7）、蓬莱竜太（Episode5）、戸次重幸（Episode4）
- プロデュース：池田健司、森谷雄
- プロデュース捕：田澤直樹
- 撮影：佐藤雅浩
- 照明：横路和幸
- デザイン：坪田幸之
- クイズ構成：永野たかひろ
- タイトル・CG：本田貴雄
- 主題歌：Pay money To my Pain「Paralyzed ocean」（VAP）
- 制作協力：アットムービー・クリエイティヴ
- 制作著作：D.N.ドリームパートナーズ、VAP

## 第2シーズン
2009年（平成21年）4月18日から6月20日まで毎週土曜日21:00 - 21:54に、土曜ドラマ枠で放送された。ハイビジョン制作。主演の櫻井翔は『よい子の味方 〜新米保育士物語〜』以来6年ぶりとなる連続ドラマの単独主演及び同枠の主演であった。
第1シーズンから2年後という設定であり、第2シーズンから登場人物は一新されているが、後半では第1シーズンの番組プロデューサーである山之辺が物語に絡んでくる他、最終話にもMC田崎を演じた片桐仁がゲスト出演している。
第2シーズンは元々、深夜枠で話題だった『ザ・クイズショウ』をゴールデン枠に焼き直し（リメイク）する形で脚本がスタートしていた為、当然その内容は第1シーズンと酷似しており、エピソード・出題されるクイズ・セリフ等も第1シーズンと全く同じという部分も少なくない。「第1シーズンから2年後」という設定や前後を繋ぐエピソードが生まれたことで、結果として「リメイクかつ続編」という変則的な作品へと仕上がった。
2009年8月21日にバップから「ザ・クイズショウ2009 DVD-BOX」（VPBX-13986）が発売された。
キャッチコピーは「その答えは、あなたがいちばんよく知っている。」。

### 登場人物

#### レギュラー
神山悟（27）
演 - 櫻井翔
主人公。「MC-KAMIYAMA」の名前でクイズ番組「ザ・クイズショウ」の司会を務める。あることが原因で記憶喪失になり、自分が誰かも分からぬまま番組をこなし続ける。ディレクターの本間と案内人を除き番組スタッフにさえ彼の正体を知る者はない。当初は自分の本名が「神山悟」であることさえも忘れていた。毎回番組に登場するゲスト解答者とは過去に会ったことがある。
普段は本間によって白い壁に囲まれた謎の施設に幽閉されている。幽閉されている時は弱気で暗く、本間と話をしてもあまり反発はせず言われたままに動いている。MCを務めている時は水を得た魚のように饒舌になり、明るい笑顔と軽いノリの強烈な毒舌で番組を牽引する。そして鋭い切り口で解答者を追い詰め、心の闇を暴きたてる。MCを務めている時の性格は本人曰く「本間の演出」だという。他人の命を大切にしない人を絶対に許さない所がある。
第9話では、神山がいつものように解答者を紹介しようとすると本間が現れ、今回は神山が解答者で本間が司会者となり、視聴者に「MC-KAMIYAMA」の素性を知ってもらうと告げられ、「すべての真実を知る」ためのクイズに挑戦することになる。
母親は神山が16歳の時に亡くなり、父親はいなかった。高校ではクラスの人気者だった。
本間俊雄（27）
演 - 横山裕
「ザ・クイズショウ」のディレクター。父は銀河テレビ会長の佐竹幸雄。名字が違うのは佐竹の本妻の子ではないからである。クールな性格で常に冷静沈着だが、どこか狂気に満ちた一面を持つ。「ザ・クイズショウ」を事実上仕切っている。密かに番組自体を自分のある画策のためのステージにしようとしており、その為にはどんなことでもする覚悟がある。第1シーズン時点ではアシスタントディレクターだった。
時折傍若無人な行動に出ることがあり、プロデューサーの冴島涼子とはしばしば対立している。つけている腕時計は文字盤が鏡に映したように逆になっている（最終話エピローグにて実は幻覚だったとも取れる描写がある）。
神山が美咲を殺したと言っているが、本間自身が美咲を殺した真犯人。神山と本間が美咲の為に企画したヒナゲシ畑を見るバスツアーが小型飛行機の事故で取り止めになってしまい、贖罪の為に事故時に病院で植物状態の美咲を薬物で窒息死させた。屋上で飛び降り自殺をしようとしたが、神山が彼を止めようとして揉み合いになり、神山は転落した。その後本間は自分の精神が崩壊するのを防ぐために、「美咲の殺害と自殺未遂は神山がやった」と思い込み、「美咲が死んだのに生き残っている」事故の生存者たちや、「当時事故について取材し、事故の報道に集中して被害者の顔は覚えていなかった」涼子への逆恨みによる復讐と、神山に罪を償わせるために「ザ・クイズショウ」を企画した。
神山は本間の回答者に対する本当の目的は復讐ではなく“（回答者に）自らと向き合わせ本気で彼らの夢を叶えようとしていたんじゃないか”と汲み取っていたが、本間は過去、番組中に「アイツはドリームチャンスをクリアできませんよ」などと発言したこともあり、その真偽は不明。
第9話では自ら司会者となり神山を糾弾し、翌週の番組内で自らの罪を告白し懺悔することを約束させる。しかし放送当日、神山は「その前に」と前置きし、本間をゲストとして指名。「本間の真実」を明らかにするクイズに挑戦することを要求され、クリアした暁には神山が謝罪することを約束する。
ドリームチャンスで本間の罪が暴かれ、クリアした後服毒自殺しようとしたが、神山に止められて「生きて罪を償え」と言われ、エピローグで警察署に出頭した。
高杉玲奈（22）
演 - 松浦亜弥
「ザ・クイズショウ」のアシスタントディレクター。頭脳明晰で責任感が強い。第3話で神山が本間や案内人の手によって運ばれているのを目撃して以来、その関係に興味を持つ。のちにディレクターに昇格する。
案内人（依田真一）
演 - 篠井英介
ゲスト解答者に招待状を渡し、出演を依頼する案内人。第2話ではミカが新作のケータイ小説の発売イベント中にもかかわらず空気を読まずカメラの前に現れるというコミカルな部分があったり、第4話で祐天寺ノッコが乗った車の中や第6話で桂木誠が訪れたコンビニにいつの間にか現れるという神出鬼没さを持っていたりするなど、何かと不思議な人物。本間以外で神山が幽閉されている謎の施設に出入りしている唯一の人物。本間とはある関係があり、彼の進める計画に深く関わっている。
その正体は銀河テレビ会長・佐竹幸雄の第一秘書。
松坂源五郎（55）
演 - 泉谷しげる
「ザ・クイズショウ」の照明技師。生粋の江戸っ子気質で、冴島にも容赦のない発言をする。スタッフからの愛称は「源さん」。しばしば本間と番組進行について対立する。名前を問題の選択肢のネタにされることがある。
米倉信三（44）
演 - 田中哲司
「ザ・クイズショウ」のスイッチャー。
竹内昂（29）
演 - 和田正人
「ザ・クイズショウ」の音響効果担当。放送中に2ちゃんねるに似たネット掲示板を見るほどネットオタク。
浦沢瞳（27）
演 - 森脇英理子
「ザ・クイズショウ」のタイムキーパー。結婚願望があるが気が強い性格で、第3話では松坂を罵って彼を怒らせたと同時に「だからお前は嫁の貰い手がねぇんだよ!」とイジられた。
佐伯幸三
演 - 今井隆文
「ザ・クイズショウ」のフロアディレクター（第1シーズンにも名前のみ登場）。
小山希
演 - 白石みき
「ザ・クイズショウ」のアシスタントプロデューサー。
田所治（49）
演 - 榎木孝明
銀河テレビ編成局長。本間が「ザ・クイズショウ」を過激な展開にする事や視聴率ダウン、ゲスト解答者とのトラブルの発生を恐れているが、最終的には高視聴率を獲得することで強硬手段には至らない。2年前の「田崎と山之辺が起こした事件」が再び起こることを恐れており、第7話の放送事故の際には冴島を解雇した。実は冴島の元夫。
冴島美野里（7）
演 - 大橋のぞみ
涼子の娘。「ザ・クイズショウ」を気に入っており、毎週観ている。冴島が「ザ・クイズショウ」のために奮闘するエネルギー源にもなっている。しかし、忙しい冴島に気を使い、ずっと甘えたいのを我慢している。第6話では桂木誠に誘拐されるが、母親である涼子に助け出される。
実はシナイ湖小型飛行機墜落事故のドキュメント番組の取材の為に施設へと訪れた涼子に預けられた養子である。
新田美咲（享年18）
演 - 水沢エレナ
本作品のキーパーソン。神山の記憶の断片に現れる謎の少女。物語が進むにつれ、次第にその正体と隠された真実が浮かび上がっていく。4月1日生まれ。好きな本は「セカイノオワリ」。
神山と本間の幼馴染。幼い頃に母に捨てられ、預けられた施設でもいじめられていた。自分を捨てた母を探す為に新体操選手になって有名になろうとした。幼稚園時代に本間と交わした約束は本間と結婚すること。小型飛行機墜落事故で金属片が体に刺さって植物状態になり、病院に搬送された後に本間に殺害された。
山之辺健吾（37）
演 - 戸次重幸
「ザ・クイズショウ」の元プロデューサー。2年前に自ら引き起こした事件により銀河テレビを解雇される。本間の元上司で、今の本間の行動を心配し忠告するが、「あなたのような失敗はしない」と一蹴された。
冴島涼子（40）
演 - 真矢みき
「ザ・クイズショウ」の番組プロデューサー。決して番組を投げ出さず、仕事に対して異常なまでの執着を見せる。自分の意向に従わない番組作りをする本間を良く思っていない。
仕事面では局内でもそれなりの地位にあり一定の成功は収めているが、私生活ではシングルマザーであったり、娘と接する時間が少なかったりと、常に「プライド」と「生活」の狭間で揺れ動いている。出産休暇中にシナイ湖小型飛行機墜落事故を目撃し、たった一人で取材し、報道大賞を受賞した。
第8話にて、前週の放送事故の責任を取る形で銀河テレビを解雇させられた直後に番組に招待され、「銀河テレビへの復帰」というドリームチャンスを賭けてクイズに挑戦する。クイズの核心は8年前の事故と娘の美野里のことへと迫っていく。
流産に遭い、取材の為に訪れた施設で美野里を預かった。彼女のことがドリームチャンスの問題になっていたが、涼子は美野里を抱きしめ「この子は私の子供なの」と言い出した。神山は本間の意思に反発し、正解にした。神山は「共に生きるということはその人の全てを抱きしめるということ」「ただ抱きしめ合うことを出来さえすればそれで十分。それこそが真の親子」と涼子に説いた。

#### 解答者
安藤康介
演 - 哀川翔（第1話）
ミュージシャン。「イニシアチブ、俺」などのヒット作を連発した人気ロックデュオ「バンド・オブ・カラー」（バンカラ）のボーカル担当。ロースカロライナ芸術大学の卒業生。しかし、ソロに転向後は「ラブ・ホライズン」以外の曲が全く売れず、不遇の時期を送っていた。「ビヨンセとマドンナをバックコーラスに迎えて銀河テレビ主催の世界ツアーをする」というドリームチャンスをかけて、3問目までは順調に答えるも、次第に問題はバンカラのメンバーだったジョンが撲殺された真相へと迫っていく。本人は自らを「ミック・ジャガーの生まれ変わり」と自称していた（なお、ミック・ジャガーは2025年時点で存命中である）。
実はジョンを殺した真犯人。安藤がジョンに金を貸してほしいと持ちかけると、ジョンに「俺が作った曲で稼いだ金だから渡さない」「解散すっか」と言われたことでケンカになり、「テメェで曲作れよ」と言われて激昂し、ジョンのギターで彼を撲殺した。最終的に駒沢に裏切られ、番組終了後警察に連行された。
ミカ
演 - 美波（第2話）
19歳の人気ケータイ小説家。本名は高島ミカ。小説「恋、恋、恋?」が200万部を超え、大ブレイクし女子中高生に人気の小説家となった。誰に対しても常にタメ口であるのが特徴である。また、容姿の美しさを活かしてファッションモデルとしても活躍しているため“女子中高生のカリスマ的存在”と紹介されている。クイズショウに招待される少し前に、3作目“恋のモールス信号”を発売した。なお、劇中の客席の観覧者たちは女子中高生だらけ（その中に1人だけマダム（演 - 今野ひろみ）がいる）である。「新作である恋のモールス信号を銀河テレビで1年間通してドラマ化」というドリームチャンスをかけてクイズに挑戦するが、4問目からのクイズがミカと2年前に心臓病で死亡している母・高島美樹に関する問題になり、ミカは徐々に動揺し始める。そしてドリームチャンスの問題はミカが書いたという小説は本当は誰が書いたのかという問題になり、ミカは追いつめられる。
ドリームチャンスの問題で川上に「答えるな!」と言われるが、ミカは答えを言い出し、ドリームチャンスをクリアした。その後謝罪し、本当に小説家としてデビューした。なお、新作の小説の出版契約の時、「ミカ」ではなく本名の「高島ミカ」名義で出してほしいと言った。
第3話では新聞の表紙に載ったり、第6話で桂木誠が来たコンビニに貼ってあるポスターにミカの写真が写っていたりするほど、後に時の人になっている。そのポスターは本当のデビュー作が近日発売という内容になっており、小説のタイトルは「くたばれ! モールス信号」。
宮本健治
演 - 成宮寛貴（第3話）
フリースクール「ネオ・アルカディア」代表。全国から若者を集め、ボランティアを通じて「心の教育」を促し続ける若き指導者･教育者の鑑と紹介された。「ボランティア活動の資金源として、賞金限度額いっぱいの1億円」という夢に挑戦する為クイズに挑戦する。東京大学に進学する為に大学受験に挑戦したが、結果は不合格。それ以来大学受験を諦めて「ネオ・アルカディア」を設立した。しかし、4問目から「ネオ・アルカディア」の核心に迫る問題が出題されていき、同スクールと中継が繋がると動揺し始め、そのことで核心を隠していることを見抜いた神山に「あんた小せえ」と言われた。
実は「ネオ・アルカディア」の生徒と共に高齢者をターゲットにした振り込め詐欺をしていた。その理由は「彼らはもうすぐ死ぬんだからお金持ってても無意味」「働きもしないで年金暮らしをしていることが気に食わない」ということである。東大の入試に不合格になっていたとき、3人の同級生にバカにされて絶望し、自室でたまたまテレビをつけて振り込め詐欺の特集が放送されている番組を見たことがきっかけで振り込め詐欺を始めた。
祐天寺ノッコ
演 - 浅野ゆう子（第4話）
“十二支のパワー”で人気の占い師。愛称は「ノッコ先生」または「先生」。どこのテレビ局からもひっぱりだこで、銀河テレビもノッコのレギュラー番組を獲得したがっていたほどの売れっ子である。冴島涼子によると「銀河テレビの特Aランクのタレント」。ドリームチャンスにあまりこだわっておらず、「銀河テレビが十二支のパワーの魅力を全力で伝える」としてクイズに挑戦した。ノッコは自分は間違いなく勝利すると宣言し、3問目までは即答で答え、さらにはそのクイズに関するうんちくを語る余裕もあったが、4問目のクイズを神山が気分で変更したところ答えに詰まりだす。
幼少期の頃から当時勤めていた職場でも孤独を感じていた。その孤独を断ち切るために偶然占い師を見てその占い師の真似事をしたことがきっかけで占い師を志した。
話の始めに占い番組で占っているのが芸人であることと、前職が会社員であることと、プロデューサーに「大切なのは安心感です」と言われていることといった部分が第1シーズンのスマイリー北島と共通している。
友部公一郎
演 - 石黒賢（第5話）
“ゴッドハンド”の異名を取る外科医の教授。論文、執刀技術のどれにおいても優れており「天才」とされている。その秀でた能力から異例の速さで教授に就任した。財務大臣である田中守の難しい手術を成功させたことから時の人となり、ドクター・フレンドの名で「ゴッドハンド雅」という医療系ドラマの監修も務めている他、政界への出馬も噂されている。「優勝したら銀河テレビが『友部公一郎記念病院』を設立する」というドリームチャンス（浦沢曰く、最低でも総額5億円は超えるとされる）を賭けてクイズに挑戦する。スタジオ登場時に歓声が上がるほど人気。
小林に疎んじられていたことから財務大臣である田中守の手術を優先し、結果として小林を見殺しにした。その後は時の人となっただけでなく、安西代議士に献金したりキャバクラで豪遊したりしていた。友部は「命は平等なんです!」と言っていたが、罪が発覚した時「無意味な命がある」と逆の発想を言ったところ神山にビンタされ、「無意味な命なんてない! 大臣も教授も、主婦も会社員もみんなその権利は平等なんです!」と一喝された。
桂木誠
演 - 堀内健（第6話）
大学卒業後、派遣社員になったが、2年前に職を失う。就職活動を行うが全ての会社の面接に落ちたことで自暴自棄になり、部屋で練炭自殺を図ったが母親に発見されて失敗した。退院後にもう一度仕事を探そうとしたが、母親から「何もしなくていい」と言われてからは母親に甘えるようになり、母親に生活費をせびったり、部屋に閉じこもって漫画やゲームで時間を潰すようになった。ドリームチャンスには特に興味は無く、事前のアンケート書類に書いた「限度額いっぱいの賞金1億円」にした。
ゲームとして美野里を誘拐し、涼子を脅すが、涼子の活躍によって美野里は救われる。彼の行動がドリームチャンスの問題になり、桂木は「答えなんて無い」と答えたが、当然不正解になった。神山は彼に「たった1人の家族で肉親のアンタのお母さんはアンタが大切だから一生懸命働いてるんだよ」などと家族の大切さを語った。
柴田勇樹
演 - 杉本哲太（第7話）
航空会社に勤務する元パイロット。「小型旅客機を銀河テレビに購入してもらい、それをもとに飛行機会社を作る」というドリームチャンスをかけてクイズに挑戦。8年前自らが操縦していた小型旅客機「エジプト」を墜落させてしまい（シナイ湖小型飛行機墜落事故）、それ以来パイロットを辞めて同会社の事務職として働いている。事故の原因は自らの操縦ミスだと断言していたが、事故に関する問題が出題されていくうちに真実が明らかになる。
この回はオープニングから体調を崩していた神山がドリームチャンス直前で倒れたため田所の判断で放送中断となり、冴島の解雇に繋がった。後に柴田自身は本間の手引きでパイロットに復帰することになった。
なおドリームチャンスで本来出るはずだった問題はスタジオを片付けていた高杉が発見する。その問題は「『シナイ湖小型飛行機墜落事故』で、唯一現場に居合わせた報道陣は誰か」（正解は冴島）であった。

#### 他ゲスト
駒沢雄二
演 - 東根作寿英（第1話）
安藤の「バンド・オブ・カラー」時代からのマネージャー。ソロに転向後シングル曲が売れず苛立つ安藤からパワハラを受けて悩まされていた。
福山翼
演 - 池田成志（第1話）
芸名は「ジョン」。安藤の「バンド・オブ・カラー」時代の相方でギター担当。安藤によって自宅マンションで撲殺され、安藤に「お前、才能ねぇよ」と言い残して息を引き取った。
マイク・ハンタース
演 - マーティ・フリードマン（第1話）
ノースカロライナ芸術大学総合芸術学科の名物教授。口癖は「焼いたら食える」。なお、ノースカロライナ芸術大学という名前は第3話の第4問の選択肢に出た。
川上大輔
演 - 神保悟志（第2話）
ミカの所属事務所「天使のエンジェル」の社長。ミカに対して冷徹だが、時にはミカの発言に笑顔を見せたりしている。ミカが彼と話している時はタメ口ではない。
ミカが書いたと言われている小説は本当は彼が書いていたが、それは「自分が小説を書いてそれをミカが書いたと見せかける」という提案をしたからである。
高島美樹
演 - 宮田早苗（第2話）
ミカの母。ミカがクイズショウに出演する2年前に心臓病が原因で他界している。客席の女子たちに「綺麗だね～」と言われるほどの美貌を持っていた。
高島沙世
演 - 森康子（第2話）
ミカの祖母。ある日、書店で見つけたミカのデビュー作「恋、恋、恋?」を、（実際にはミカではなく川上が書いたものであることを知らずに）入院している美樹に見せたことが原因で、ミカからは一方的に嫌われ距離を置かれている。客席の女子たちに「ダサくない?」と言われた。
高橋一
演 - 金井勇太（第3話）
かつて「ネオ･アルカディア」に通っていた青年。異常なほど宮本に怯えており、番組途中に控え室から脱走するが、後に冴島に連れ戻された。振り込め詐欺のターゲットのリストを所持している。「昔から冷めていたからここに行けば何かが変わる」と信じてネオ・アルカディアに通っていた。
佐藤房子
演 - 喜多道枝（第3話）
高橋が持っているリストに書かれた振り込め詐欺の被害者である高齢者の女性。スタジオの客席に車椅子に乗った夫（演 ‐ 新井量大）とともに登場した。
お笑い芸人
演 - 狩野英孝（第4話、特別出演）
占い番組においてゲストで登場。ノッコの占いで「スキンヘッドにしなければポックリ死ぬ」と宣言された。その際に演者である狩野の持ちネタも披露されている。
紗智子
演 - 伊佐山ひろ子（第4話）
祐天寺ノッコの母。ノッコが幼い頃、彼女よりも交際相手の男の方を優先したことから彼女によると「母である前に女だった」。そしてノッコが8歳の時彼女を施設に預け、彼女と関わりを絶った。その後、有名になったノッコに会いに行くが、冷たくあしらわれる。
最後はノッコに会い、過去の過ちを悔いて泣きながら抱擁した。
中西朋美
演 - 蘭香レア（第5話）
城北医科大学附属病院に勤務する看護師で、友部の婚約者である。友部が小林を見殺しにする様子を録画した監視カメラの映像が内蔵されたビデオテープが入っている金庫の鍵を婚約指輪代わりにして友部と婚約する。しかし、クイズショウで召喚ゲストとして招かれた際に友部の本心を知り、ドリームチャンスで神山に金庫の鍵を渡し、婚約を破棄した。
小林保
演 - 品川徹（第5話）
城北医科大学附属病院教授。血管外科の権威と呼ばれていた。友部の評判を知っていながら彼を疎んじていたためか、危篤状態に陥った時に友部に見殺しにされた。
佐藤
演 - 須永慶（第5話）
城北医科大学附属病院医学部長。友部に小林の手術を依頼した。小林の死後、友部を後任に指名する。
安西
演 - 阿部六郎（第5話）
自由民心党の代議士。友部に1000万円を渡された。
ゴッドハンド雅
演 - 松本寛也（第5話）
友部をモデルにしたドラマの主人公。
桂木美佐子
演 - 立石凉子（第6話）
桂木誠の母。誠が無職になってから1日15時間労働を続けている。その生活を始めてから心身に負担が重なり、狭心症になってしまった。召喚ゲストとしてスタジオに登場し、そのあとは客席に移った。息子の罪が発覚した後、涙を流していた。
新渡戸雄三
演 - 森富士夫（第7話）
柴田が勤めていた航空会社「新渡戸航空」の社長。8年前の「シナイ湖小型飛行機墜落事故」において、事故の原因がエンジンを交換し忘れたことだと知りながらも、「父親から継いだ会社を、自分の代で潰してしまうわけにはいかない」として、柴田に事故の原因を「操縦士の操縦ミス」として説明するよう頼んだ上で、200万円の「口止め料」を渡した。しかしその後、「いつかはまた飛行機を操縦させてやる」という新渡戸の言葉を信じて現場復帰を望む柴田に対し、手のひらを返すような態度を取っていた。第9話にて、「ザ・クイズショウ」とは別の生放送番組で柴田が新渡戸による事故原因の偽証を証言したことで責任を追及された末、会社が閉鎖されたことが判明した。
田崎徹
演 - 片桐仁（最終話）
2年前に放送された「ザ・クイズショウ」（第1シーズン）の司会者。山之辺とは一緒に飲みに行くなど親しい仲となっている。

### スタッフ
- 原案：森谷雄（アットムービー）、D.N.ドリームパートナーズ、VAP
- 脚本：及川拓郎
- 音楽：NARASAKI
- 主題歌：嵐「明日の記憶」（ジェイ・ストーム）
- プロデューサー：池田健司、森谷雄
- プロデューサー補：内山雅博（オフィスクレッシェンド）、田澤直樹（アットムービー）
- 演出：南雲聖一、佐久間紀佳、狩山俊輔
- 撮影：長嶋秀文
- 照明：山本智浩
- 美術デザイン：高野雅裕
- 編集：古屋信人
- 効果：有木岳人
- CG：本田貴雄
- クイズ構成：永野たかひろ
- 制作協力：オフィスクレッシェンド
- 制作プロダクション：アットムービー
- 製作著作：日本テレビ

### 放送日程
| 各話                                                                         | 放送日  | サブタイトル                                | 解答者       | ドリームチャンス結果 | 演出       | 視聴率 |
| ---------------------------------------------------------------------------- | ------- | ------------------------------------------- | ------------ | -------------------- | ---------- | ------ |
| 第1話                                                                        | 4月18日 | 正解地獄! 夢の番組が人気ロック歌手を裁く!   | 安藤康介     | ギブアップ           | 南雲聖一   | 14.0%  |
| 第2話                                                                        | 4月25日 | vsケータイ小説家!! カリスマが隠した秘密と涙 | ミカ         | 成功                 | 南雲聖一   | 11.9%  |
| 第3話                                                                        | 5月02日 | 記憶喪失の司会者vs熱血先生!? 純な心が今は…  | 宮本健治     | 失敗                 | 佐久間紀佳 | 11.6%  |
| 第4話                                                                        | 5月09日 | vsカリスマ占い師!! 運命変えた母の日の贈り物 | 祐天寺ノッコ | 成功                 | 佐久間紀佳 | 10.6%  |
| 第5話                                                                        | 5月16日 | 監視カメラの真実!! 死の謎を開ける鍵         | 友部公一郎   | 失敗                 | 南雲聖一   | 11.1%  |
| 第6話                                                                        | 5月23日 | 生放送中に誘拐事件発生!! 娘の命は!?         | 桂木誠       | 失敗                 | 狩山俊輔   | 09.9%  |
| 第7話                                                                        | 5月30日 | 気絶の司会者!! 遂に明かされる記憶喪失の謎!! | 柴田勇樹     | （番組中断）         | 南雲聖一   | 11.4%  |
| 第8話                                                                        | 6月06日 | 墜落事故の謎と真相 全てはここから始まった!  | 冴島涼子     | 成功                 | 狩山俊輔   | 12.5%  |
| 第9話                                                                        | 6月13日 | 解答席の司会者…誰が彼女を殺したか?          | 神山悟       | 成功                 | 南雲聖一   | 13.2%  |
| 最終話                                                                       | 6月20日 | 遂に衝撃のラスト!! 復活の司会者最後の放送   | 本間俊雄     | 成功                 | 南雲聖一   | 14.6%  |
| 平均視聴率 12.1%（視聴率はビデオリサーチ調べ、関東地区・世帯・リアルタイム） |         |                                             |              |                      |            |        |